# Середохрестя

План тринавного собору, середохрестя виділене кольором.

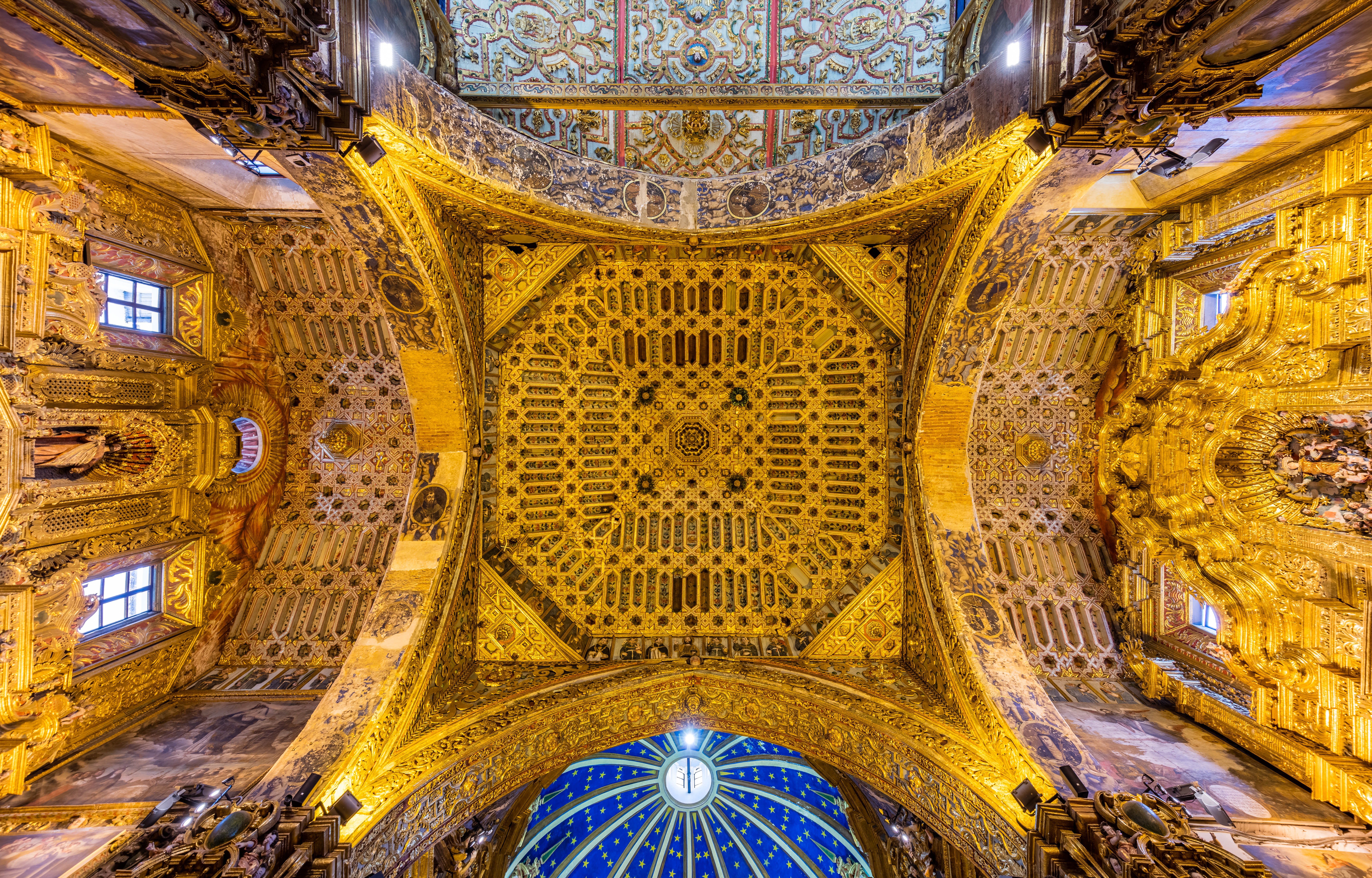
Середохрестя церкви Святого Франциска в однойменному монастирі (Кіто, Еквадор). Цей католицький храм, будівництво якого закінчилось в XVI столітті, є найбільшим архітектурним ансамблем серед історичних споруд колоніальної Латинської Америки. В храмі поєднано різні архітектурні стилі, оскільки його будівництво тривало понад 150 років.

Середохре́стя — в храмовій архітектурі місце перетину головної нави й трансепта, які в плані утворюють хрест. При традиційній орієнтації церкви через середохрестя можна потрапити в західну наву, в південний і північний трансепти і розташований в східній частині храму хор. Середохрестя часто увінчане баштою або куполом, причому башти притаманні романським і готичним храмам, а куполи — соборам епохи Відродження.
Оскільки середохрестя відкрите на всі чотири боки, навантаження від башти або купола припадає на кути, через це створення стійкої конструкції вимагає від архітектора й будівельників неабиякої майстерності. В минулі століття надмірні амбіції творців часто призводили до обвалення конструкції.
У залежності від характеру перетину виділяють два типи середохрестя. В першому нава і трансепт мають однакову висоту і підкупольний квадрат має чотири однакові арки. Другий тип середохрестя зі зниженим трансептом — може бути визначений за більш низкими, вузкими арками, що виразно розділяють наву, трансепт і хор.
Купол або башта можуть мати віконні прорізи для освітлення церкви, утворюючи ліхтар. В епоху раннього Середньовіччя квадрат середохрестя часто використовували при плануванні собору як одиницю вимірювання: довжини нави і трансепта були кратні стороні квадрата середохрестя.

## Галерея

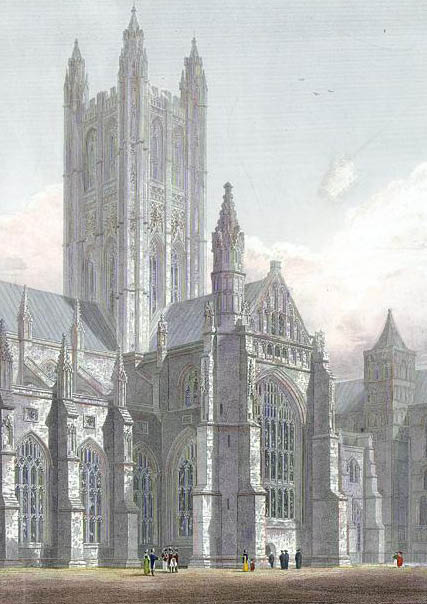
Башта над середохрестям, Кентерберійський собор
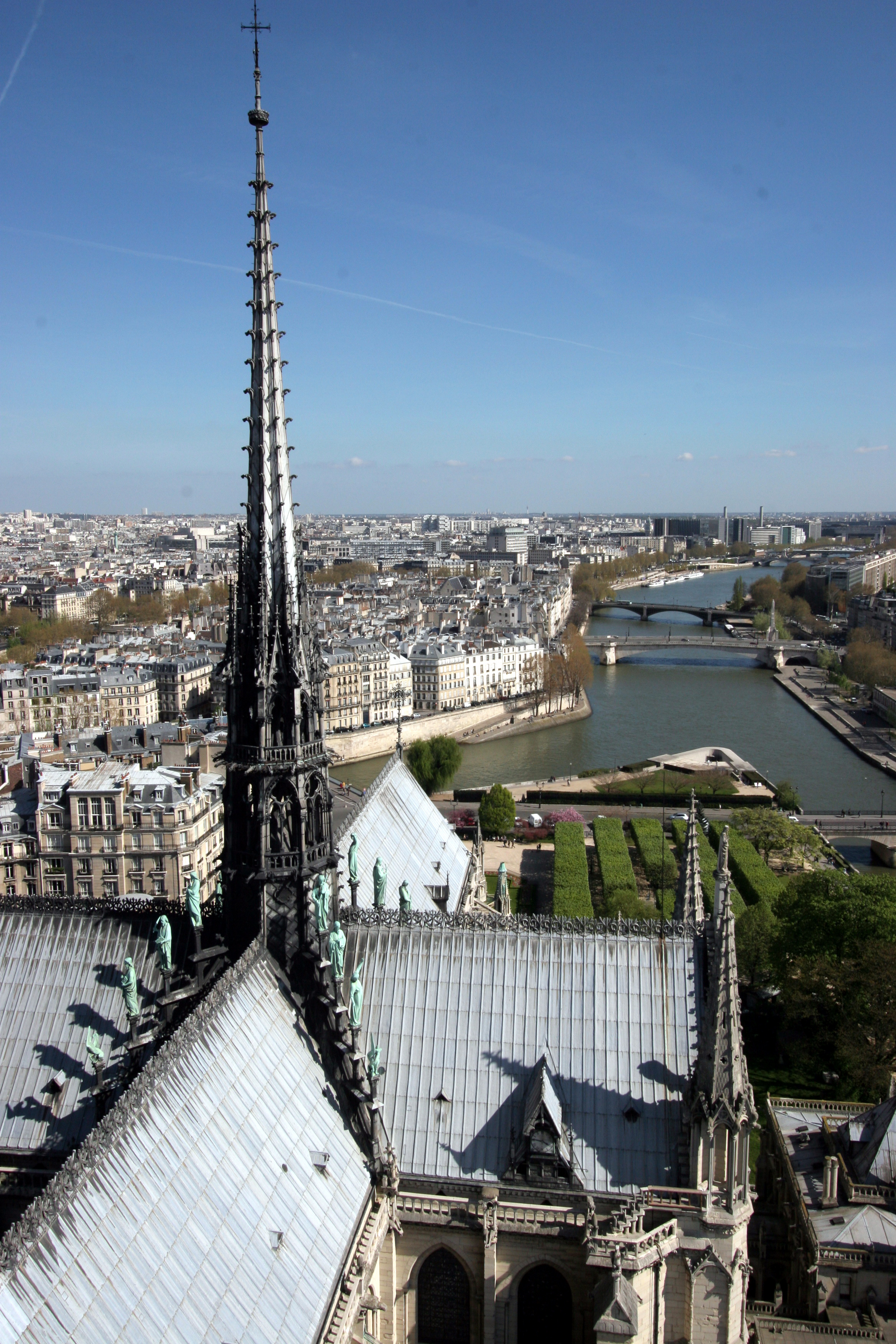
Сиґнатурка над середохрестям, Собор Паризької Богоматері
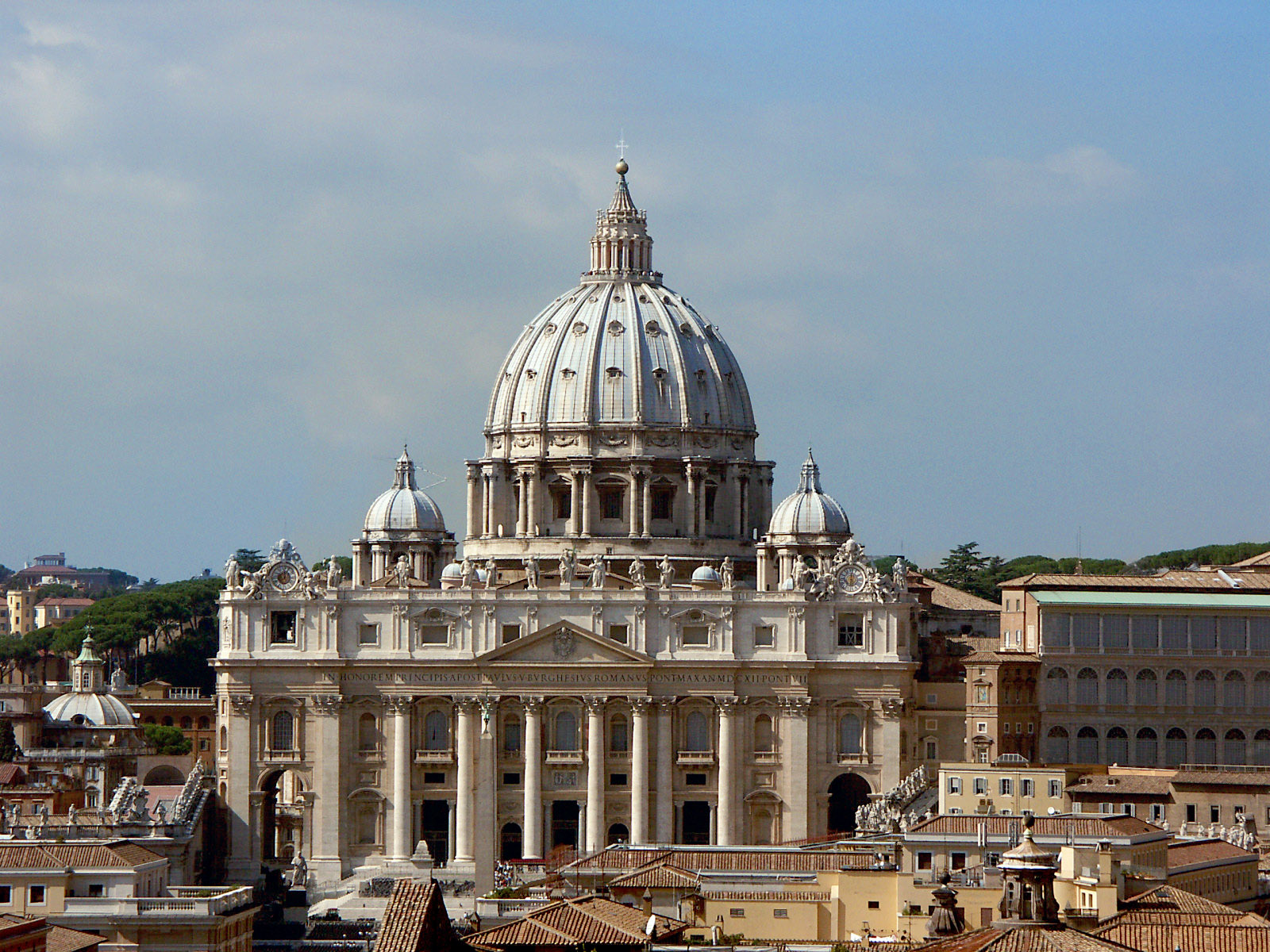
Собор Святого Петра з куполом над середохрестям
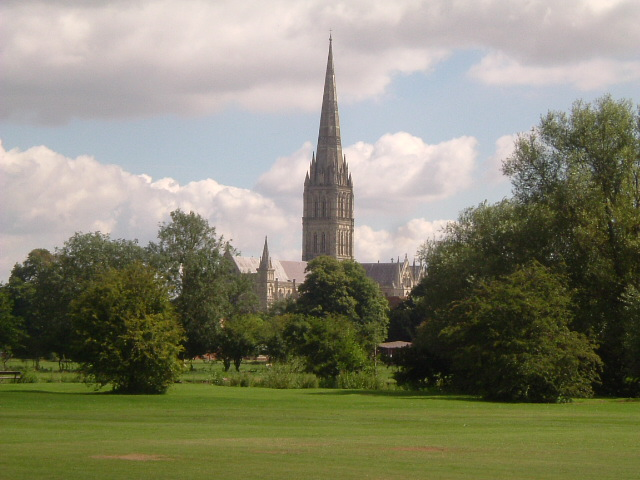
Солсберійський собор з баштою над середохрестям